# Ernst Blochmann
Ernst Blochmann (* 24. April oder 9. Mai 1830 in Dresden; † 23. Jänner 1890 in Pinkafeld) war ein deutsch-österreich-ungarischer Religionslehrer, evangelischer Pfarrer und Publizist.

## Leben und Wirken
Nach Schulbesuch und erhaltener Ausbildung wurde Blochmann im Mai 1856 Klassenvorstand und Religionslehrer am evangelischen Lehrerseminar zu Oberschützen in Ungarn und im darauffolgenden Jahr 1857 Pfarrer am dortigen Seminar. Später kehrte er in das Königreich Sachsen zurück und wurde 1869 Religions- bzw. Oberlehrer am Lehrerseminar in Annaberg. In diesem Amt blieb er bis 1876. Er wirkte zuletzt als Pfarrer in Pinkafeld, wo er schwer erkrankte, so dass ihm 1889 Wilhelm Stráner als Kaplan zur Seite gestellt wurde.

## Schriften (Auswahl)
- Des Christen Gang zum Grabe. Sammlung von Liedern bei Begräbnissen. Gerols, Wien, 1868.
- Einige Kasualreden zu diesem Thema, teil als Einzeldrucke, teils abgedruckt in den Zeitschriften „Gesetz und Evangelium“ und „Gesetz und Zeugniß“.